# کارملو بوسی
کارملو بوسی (انگلیسی: Carmelo Bossi; ۱۵ اکتبر ۱۹۳۹ – ۲۳ مارس ۲۰۱۴) بوکسور اهل ایتالیا بود.